# Теодор Момзен
Теодор Момзен (30. новембар 1817 — 1. новембар 1903), био је немачки историчар, песник и правник. Као универзитетски професор радио је у Лајпцигу, Цириху, Вроцлаву и Берлину. Важи за једног од најзначајнијих класициста 19. века. Његова дела и издања извора и дан данас су од суштинског значаја за истраживање римске историје. На предлог 18 чланова Пруске академије наука 1902. године добио је Нобелову награду за књижевност за своју Римску историју. Био је истакнути политичар, члан пруског и немачког парламента. Његови радови на тему римског права имали су велики утицај на немачки грађански законик (Bürgerliches Gesetzbuch).

## Биографија
Момзен је класични историчар 19. века. Студирао је право и класичне науке од 1838-43. године, а после неколико година проведених у Француској и Италији и кратке новинарске каријере, постао је универзитетски професор. Политички је био ангажован у револуцији 1848-49. што је резултовало напуштањем професорске службе.
Године 1858. додељена му је Катедра за историју старог века на Универзитету у Берлину. Он је био стални члан Пруске академије наука и уметности, активан и истакнути члан пруског парламента. Момсен је добио високо признање за своја академска достигнућа: страно чланство у Краљевској холандској академији уметности и наука 1859, пруска медаља за заслуге 1868, почасно држављанство Рима, изабран за члана Америчког антикварног друштва 1870. Године 1902, добио је Нобелову награду за књижевност за дело „Историја Рима“ (Römische Geschichte). Године 1873, изабран је за члана Америчког филозофског друштва.
Био је посланик пруског Представничког дома од 1863. до 1866. и поново од 1873. до 1879. године и посланик Рајхстага од 1881. до 1884. године, и то у почетку као представник Немачке напредне партије (Deutsche Fortschrittspartei), затим Националне либералне партије и на крају Сецесиониста. Нарочито су га занимала питања академске и образовне политике. Мада је подржавао уједињење Немачке, био је разочаран политиком Немачког царства и имао песимистичне прогнозе о његовој будућности. Разилазио се са Отом фон Бизмарком по питању социјалне политике 1881. године. Предлагао је сарадњу између либерала и социјалдемократа и служио се тако речником да је једва избегао кривично гоњење.
У 2 сата после поноћи 7. јула 1880. избио је пожар у радној соби-библиотеци на горњем спрату Момсенове куће у Марчштраса 6 у Берлину. Након што је задобио опекотине док је покушавао да спасе вредне папире, спречили су га да се врати у запаљену кућу. Неколико старих рукописа је изгорело до пепела, укључујући рукопис 0.4.36, који је позајмљен из библиотеке Тринити колеџа у Кембриџу. Постоје подаци да је важан Јорданесов рукопис из библиотеке Универзитета Хајделберг изгорео. Два друга важна рукописа, из Брисела и Халеа, такође су уништена.
Као либерал националиста Момзен је претпостављао асимилацију етничких мањина у немачко друштво њиховом искључењу. Године 1879. његов колега Хајнрих Трајчке покренуо је политичку кампању против Јевреја. Момзен се снажно супротстављао антисемитизму и написао оштри памфлет у ком је одбацио Трајчкове погледе. Решење антисемитизма он је видео у добровољној културној асимилацији. Предлагао је да Јевреји могу пратити пример народа Шлезвига−Холштајна, Хановера и других немачких држава, које су се одрекле посебних обичаја када су интегрисане у Пруску. Момзен је био ватрени гласноговорник немачког национализма. Према Словенима је гајио милитантни став до те мере да је правдао употребу насиља против њих. У писму бечком листу „Neue Freie Presse” од 31. октобра 1897. године, Момзен назива Чехе апостолима варваризма и пише да је „чешка лобања неприступачна за разум, али рањива на ударце”.

## Научни радови
Момсен је објавио преко 1.500 радова и ефективно успоставио нови оквир за систематско проучавање римске историје. Он је био пионир епиграфике, проучавања натписа на материјалним артефактима. Иако се недовршена Историја Рима, написана на почетку његове каријере, дуго сматрала његовим главним делом, најрелевантније дело данас је, можда, Corpus Inscriptionum Latinarum, збирка римских натписа којима је допринео Берлинској академији.
- Момзенова Историја Рима,[17] његово најпознатије дело, појавило се у три тома 1854, 1855 и 1856. Оно излаже римску историју до краја Римске републике и владавине Јулија Цезара. Пошто се Момсен дивио Цезару, осећао се неспособним да опише смрт свог хероја. Он је блиско упоредио политичку мисао и терминологију древне Републике, посебно током њеног последњег века, са ситуацијом свог времена, на пример, националном државом, демократијом и почетним империјализмом. То је један од великих класика историјских дела. Момсен никада није написао обећани следећи том који би описао наредне догађаје током царског периода, тј. том 4, иако је била велика потражња за наставком.[18] Одмах веома популарно и међународно признато од стране класичних научника, дело је такође брзо добило критике.[19]
- Провинције Римског царства од Цезара до Диоклецијана (1885), објављено као 5. том његове Историје Рима, представља опис свих римских региона током раног царског периода.
- Римска хронологија до времена Цезара (1858) написана са његовим братом Аугустом Момзеном.
- Римско уставно право (1871–1888). Оваква систематска обрада римског уставног права у три тома била је од значаја за истраживање античке историје.

- Римско кривично право (1899)
- Corpus Inscriptionum Latinarum, главни уредник и уредник (1861. и даље)
- Digesta (Јустинијанова), уредник (1866–1870, два тома)
- Iordanis Romana et Getica (1882) било је Момсеново критичко издање Јорданесовог Порекла и дела Гота и касније је постало опште познато само као Гетика.
- Теодосијев законик, уредник (1905, постхумно)
- Monumentum Ancyranum
- Више од 1500 даљих студија и расправа о појединачним питањима.

Библиографију од преко 1.000 његових радова даје Зангемајстер у Mommsen als Schriftsteller (1887; наставио Јакобс, 1905).